# Dromon

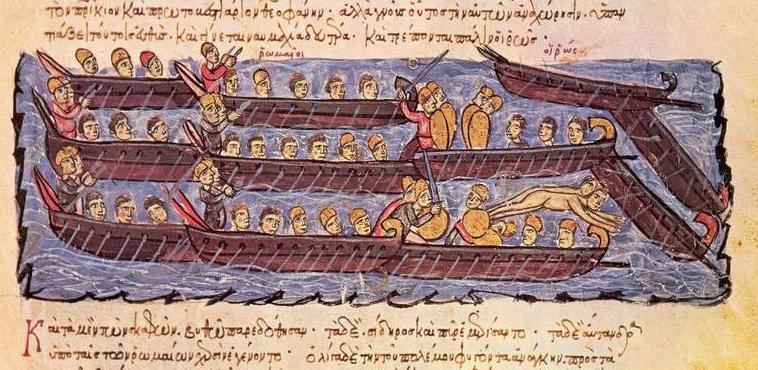
Illustration av hur den bysantiska flottan slår tillbaka rusernas anfall på Konstantinopel 941. Med hjälp av de utstickande speronerna bröts årorna på motståndarens fartyg av och sjöslag avgjordes under medeltiden främst av närstrid med handvapen.

En dromon (från grekiskans dromōn, "löpare") var en typ av galär som användes i Medelhavet under 400- till 1100-talet. Det var det viktigaste örlogsfartyget i det bysantiska rikets flotta och utvecklades senare till de klassiska galärerna av den typ som introducerades av de italienska staterna under hög- och senmedeltiden.
Dromonen var en utveckling av den romerska flottans liburn, en mindre galär som ofta användes som patrullfartyg.

## Ursprung och utveckling
Forskningen kring utvecklingen och utformningen av medeltida krigsfartyg är en fråga som varit föremål för mycket debatt och osäkerhet. Fram tills nyligen hade inga lämningar av galärer avsedda för krig hittats och slutsatser var tvungna att dras från litterära källor, enklare avbildningar och fynd av enstaka handelsfartyg, till exempel det 600-talsvraken som hittades vid Pantano Longarini i Sicilien och Yassi Ada, samt 1000-talsfartyget i turkiska Serçe Limanı. Först 2005–2006 i och med Marmaray-projektet i Istanbul har man hittat ett fynd om 36 bysantiska fartyg, inklusive fyra krigsgalärer av typen galea, en variant av dromonen.
Det allmänt accepterade tolkningen är att dromonen utvecklades från liburnen genom att få ett komplett däck, att rammen försvann och ersattes med en speron och att fyrkantiga råsegel gradvis ersattes med trekantiga latinsegel. Det är oklart exakt varför rammen försvann. Illustrationer i manuskriptet Vergilius Vaticanus fråna cirka år 400 föreställer fartyg med uppåtvinklade "sporrar" och kan tyda på att rammen försvunnit från romerska galärer redan under senantiken. En annan förklaring kan vara att förändringen skedde på grund av utvecklingen av spantkonstruktioner där fartygen hölls ihop av ett inre "skelett" istället för av själva bordläggningen, fartygets "skal", som i antikens galärer. Det gjorde skroven starkare och mer flexibla, och därför svårare att skada genom ramning. Skrifter från Isidor av Sevilla (560–636) anger rammens syfte som ett skydd mot kollisioner under vattnet, så vid den tiden dess ursprungliga syfte troligen helt fallit i glömska.

### Rigg
Angående latinsegel har den dominerande åsikten varit att den kom till Medelhavet från Indien via araberna. Avbildningar och litterära källor som upptäckts de senaste decennierna tyder dock på att de förekom kring Levanten redan under hellenistisk tid och under tidig romersk tid. De fanns även varianter av latinsegel med fyra hörn (främre kanten avskuren) och dessa användes parallellt med råsegel under flera hundra år, främst på mindre fartyg.
Under vandalkriget 533–534 var Belisarius flotta enligt Prokopios åtminstone delvis utrustad md latinsegel, vilket tyder på att det blivit en standardrigg för dromoner vid den tiden, medan den traditionella råsegelriggen blev allt ovanligare på medeltida fartyg i Medelhavet. Under 500-talet hade dromonerna bara en rad med roddare (monoremer) med cirka 25 årpar. Till skillnad från antikens galärer, som hade en utriggare, vilade årorna direkt på hål i skrovet.. I senare dromoner med dubbla rader åror (biremer) från 800- och 900-talet var raderna fördelade på två däck; en rad under däck och en ovanför. De övre roddarna var också tänkta att slåss vid sidan av de soldater som fartyget förde med sig. Den grekiska historikern Christos Makrypoulias har föreslagit en uppsättning med 25 par roddare under däck och 35 par över i en dromon på 120 roddare. Längden på dessa fartyg var troligen ungefär 32 meter.

### Uppbyggnad
De flesta fartyg vid den tiden hade bara en mast, men de större biremerna behövde troligen två master för att kunna manövrera ordentligt och ett enda latinsegel för ett så stort fartyg skulle behöva vara så stort att det hade blivit ohanterligt. Fartyget styrdes med hjälp av dubbla sidoroder i aktern där det även fanns ett tält som skydd för kaptenens sovplats. Fören hade en upphöjd skans i fören med skydd för en specialbyggd hävert som kunde spruta grekisk eld, en tidig form av eldkastare. Ytterligare hävertar kunde placeras vid relingarna i mitten av fartyget. En pavisad, en ställning där soldater kunde hänga upp sina sköldar, löpte längs relingarna och gav skydd åt besättningen på däck. Större fartyg kunde också ha trätorn på vardera sida om masten, ett arv från de romerska liburnerna, som kunde användas som en upphöjd stridsplattform av bågskyttar. Speronen i fören var tänkt att bestryka och bryta av årorna på fientliga fartyg. Genom att ta ifrån fienden manöverförmåga kunde man sätta in anfall med distansvapen eller äntra där de var som svagast (längs sidorna och i aktern).
Utgrävningarna i Yenikapi i Istanbul har bland annat fyra dromoner av galea-typ har byggts efter ett enhetligt mönster vilket tyder på att skeppsbygget var en standardiserad process. De var omkring 30 m långa och byggda av svarttall och orientalisk platan.

## Varianter
Under 900-talet fanns tre slags biremer som byggde på dromonen vilka dokumenterats i samband med de expeditioner som sändes för att bekämpa emiratet på Kreta 911 och 949: (chelandion) ousiakon, av ousia, termen för besättning på 108 man; [chelandion] pamfylon som hade en besättning på 120–160 man och som fick sitt namn från Pamfylien där den kan ha använts som transportfartyg, alternativt att den hade "utvald besättning" (från pan-fylon, "alla stammar"); och till slut den "egentliga" dromonen som hade en besättning om två ousia.
I Konstantin VII Porfyrogennetos:s De Ceremoniis, ett manuskript om ceremonier och etikett vid det bysantinska hovet, nämns en tung dromon som skulle haft en ännu större besättning på 230 roddare och 70 soldater. Marinhistorikern John Pryor har tolkat det som en tillfälligt förstärkt besättning medan Makrypoulias att det skulle motsvara en extra roddare för varje åra över däck. En mindre variant med bara en rad med åror kallades monērēs ("en-radad") eller galea, ursprunget till ordet galär med cirka 60 man i besättning som användes som spaningsfartyg men även på flyglarna i större slagformationer.
Tre-radiga dromoner, triremer, finns beskrivna i ett verk från 800-talet tillägnat Basileios Lekapenos en parakoimomenos|parakoimōmenos, den högsta ämbetsmannen vid det kejserliga hovet. Det finns bara bevarat i tre fragment och tar mycket inspiration från beskrivningar av antikens triremer och är därför inte helt pålitlig som källa för bysantinsk tid. Det finns däremot belägg för triremer i den fatimidiska muslimska flottan runt 1000- och 1100-talet och omnämnanden av kejsare Leo VI som talar om mycket stora arabiska fartyg kan tyda på att de var triremer.

## Nordiska omnämnanden
I den isländska Grette den starkes saga med en handling som utspelar sig på 900-talet omtalas en man vid namn Torstein. Han var mycket stark men saktfärdig i sina rörelser varför han fick tillnamnet "dromond" efter det bysantiska fartyget, som förknippades med något stort och långsamt. Denna berättelse visar att man i Skandinavien kände till förekomsten av den bysantiska galärtypen.